# Homöopathisches Arzneimittel
Homöopathisches Arzneimittel ist die Bezeichnung eines Arzneimittels, das in einem homöopathischen Zubereitungsverfahren hergestellt wurde. Synonym werden die Bezeichnungen Homöopathikum (Plural: Homöopathika) oder homöopathische Zubereitung verwendet.
Ein homöopathisches Arzneimittel kann ein oder mehrere „Wirkstoffe“ im Sinne des homöopathischen Wirkstoffbegriffs enthalten. Der homöopathische Wirkstoffbegriff entspricht allerdings weder dem chemischen Stoff- noch dem medizinischen Wirkstoffbegriff. Homöopathische Arzneien müssen kein Molekül eines Wirkstoffes enthalten. Auch existiert kein wissenschaftlicher Beleg für eine therapeutische Wirksamkeit homöopathischer Präparate, die über jene von Placebos (Scheinmedikamenten) hinausginge. Siehe dazu auch Kritik an der Homöopathie. Die größten Märkte für Homöopathika gibt es in Frankreich, USA, Deutschland und Indien.

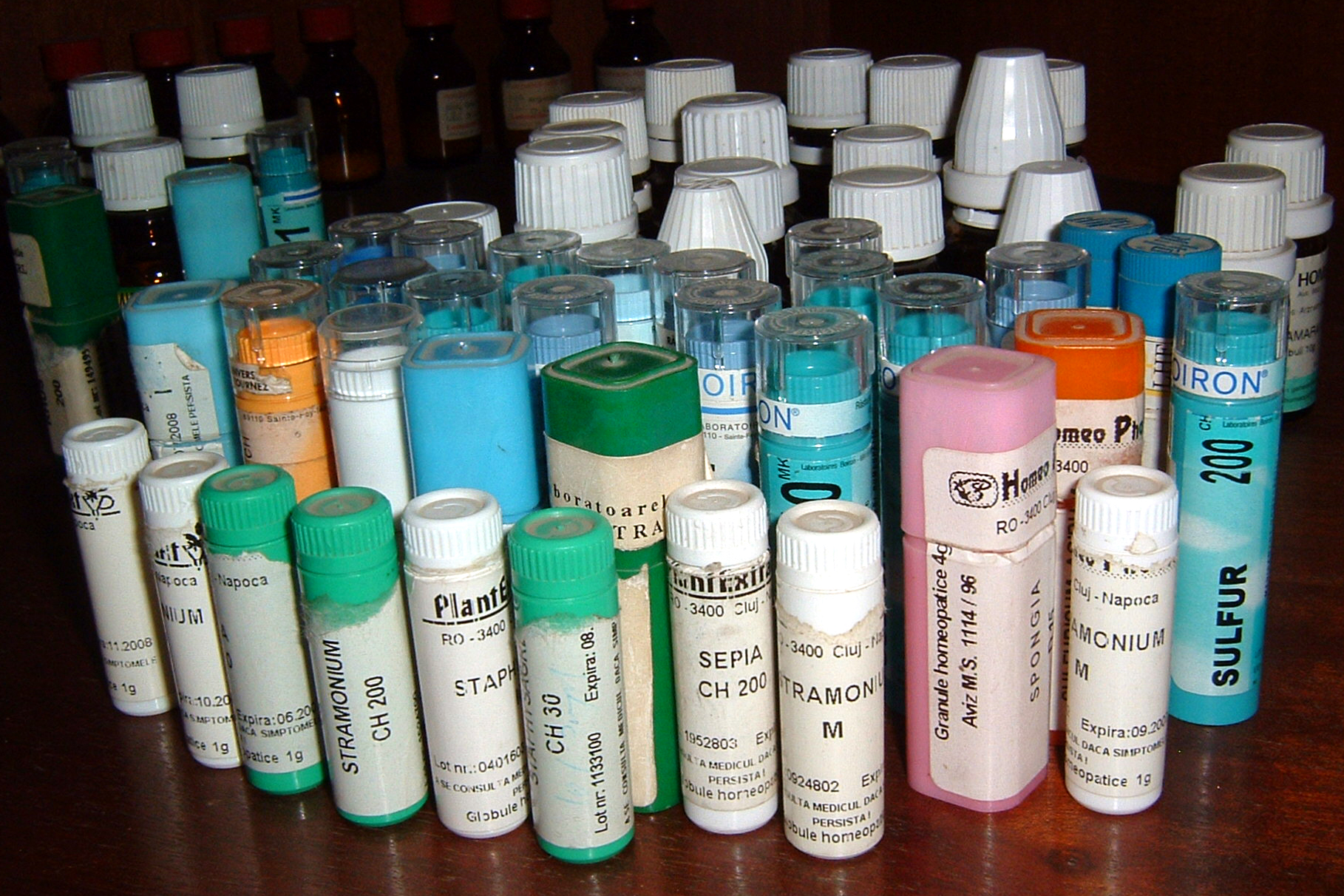
Homöopathische Arzneimittel

## Einzelmittel und Komplexmittel

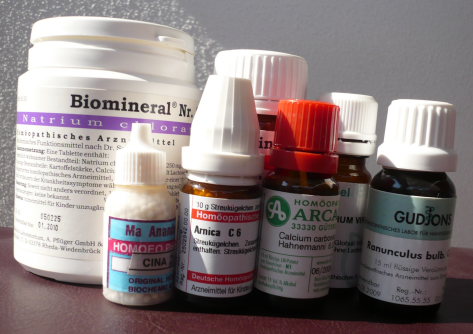
Homöopathika von diversen Herstellern

Homöopathische Arzneimittel unterscheiden sich nach ihren Grundsubstanzen, ihren Verdünnungen („Potenzen“) und ihren Darreichungsformen (Dilutionen, Tabletten, Globuli, Verreibungen, Ampullen, Salben etc.). Teilweise gibt es auch unpotenzierte homöopathische Arzneimittel wie beispielsweise in Form der Urtinktur. Zu den Inhaltsstoffen siehe „Liste homöopathischer Grundsubstanzen“.
Komplexmittel oder auch Kombinationspräparate sind homöopathische Mittel, die eine Mischung zweier oder mehrerer homöopathischer Einzelmittel verschiedener oder gleicher Potenzierung bzw. Verdünnung darstellen. In Deutschland sind etwas über die Hälfte der homöopathischen Fertigarzneimittel solche Komplexmittel. Komplexmittel sind im Gegensatz zu den homöopathischen Einzelmitteln nicht am gesunden Menschen durch eine Arzneimittelprüfung nach den Regeln der klassischen Homöopathie untersucht worden. In der Komplexmitteltherapie sollen sich die Einzelmittel in ihrer Wirkung gegenseitig ergänzen und verstärken. Hierzu werden meist Niedrigpotenzen eingesetzt. Komplexmittel haben oft eine Heilanzeige und unterliegen der Zulassung. Der Begriff des Komplexmittels wird außerhalb der Homöopathie noch in der anthroposophischen Medizin, bei Bach-Blüten-Mitteln und bei den sogenannten „Schüßler-Salzen“ verwendet.

## Rechtliche Einordnung

### Europäische Union
Mit der Richtlinie 2001/83/EG wurde ein wesentlicher Teil des Arzneimittelrechts in der Europäischen Union harmonisiert. Davon betroffen sind auch die homöopathischen Arzneimittel. Artikel 1 der Richtlinie enthält folgende Definition:

„Jedes Arzneimittel, das nach einem im Europäischen Arzneibuch oder, in Ermangelung dessen, nach einem in den derzeit offiziell gebräuchlichen Pharmakopöen der Mitgliedstaaten beschriebenen homöopathischen Zubereitungsverfahren aus Substanzen hergestellt worden ist, die homöopathische Ursubstanzen genannt werden. Ein homöopathisches Arzneimittel kann auch mehrere Wirkstoffe enthalten.“

Deutschland und Österreich haben diesen Wortlaut in nur leichter Abwandlung in ihre nationalen Arzneimittelgesetze übernommen.
Das Homöopathische Arzneibuch (HAB) und die Pharmacopée Française (Ph.F.) enthalten Beschreibungen homöopathischer Zubereitungsverfahren, die über die im europäischen, deutschen oder österreichischen Arzneibuch beschriebenen hinausgehen.

#### Registrierung
Mit der Richtlinie 2001/83/EG wurde EU-weit ein vereinfachtes Verfahren für die Genehmigung bestimmter homöopathischer Arzneimittel festgelegt. In Artikel 13 (2) heißt es: „Die Mitgliedstaaten schaffen ein besonderes vereinfachtes Registrierungsverfahren für homöopathische Arzneimittel im Sinne des Artikels 14.“ Zur Begründung heißt es (Erwägungsgrund Nr. 21): „Angesichts der Besonderheiten der homöopathischen Arzneimittel, wie etwa ihrer sehr geringen Wirkstoffkonzentration, und der Schwierigkeit der Anwendung der herkömmlichen statistischen Methoden bei klinischen Versuchen erscheint es wünschenswert, ein besonderes vereinfachtes Registrierungsverfahren für solche homöopathischen Arzneimittel vorzusehen, die ohne therapeutische Indikation und in einer Zubereitungsform und einer Dosierung, die kein Risiko für den Patienten darstellen, in Verkehr gebracht werden.“
Das vereinfachte Verfahren kann für homöopathische Arzneimittel dann in Anspruch genommen werden, wenn ihnen eine besondere Heilanzeige fehlt, sie für die äußerliche oder orale Anwendung bestimmt sind, der Verdünnungsgrad mindestens 1:10.000 ist (entsprechend einer Potenz von D4/C2) und bestimmte Konzentrationen verschreibungspflichtiger Stoffe nicht überschritten werden. Es muss kein Wirksamkeitsnachweis erbracht werden, es wird lediglich geprüft, ob die Arzneimittel nach im Europäischen Arzneibuch oder in einem anderen Arzneibuch eines Mitgliedstaats beschriebenen homöopathischen Zubereitungsverfahren hergestellt werden und ob der Hersteller ihre Qualität und Unbedenklichkeit nachweisen kann. Die Übertragung in nationales Recht war für alle Mitgliedstaaten verpflichtend.
In Deutschland werden solche Fertigarzneimittel in ein Register für homöopathische Arzneimittel eingetragen. Für sie gelten spezielle Kennzeichnungspflichten, beispielsweise dass keine therapeutische Indikation angegeben werden darf. Die Angabe lautet: „Registriertes homöopathisches Arzneimittel, daher ohne Angabe einer therapeutischen Indikation“.
Bei der Mehrzahl der im Handel befindlichen homöopathischen Arzneimittel in Deutschland handelt es sich um registrierte Produkte.

#### Zulassung
Laut Richtlinie 2001/83/EG ist für Homöopathika, die nicht die für ein vereinfachtes Verfahren wie die Registrierung erforderlichen Voraussetzungen erfüllen (beispielsweise, wenn sie eine Heilanzeige tragen sollen), wie für andere Arzneimittel auch, eine Zulassung zu beantragen.
Für diese zulassungspflichtigen homöopathischen Arzneimittel kann ein EU-Mitgliedstaat entsprechend den eigenen Grundsätzen und besonderen Merkmalen der homöopathischen Medizin besondere Vorschriften für die vorklinischen und klinischen Versuche dieser Mittel einführen oder beibehalten (Artikel 16 Abs. 2). 12 Länder (darunter Deutschland und Österreich) führen dementsprechende Sonderregelungen in ihren nationalen Arzneimittelgesetzen auf. 6 Länder haben für homöopathische Arzneimittel keine von den EU-Zulassungsvorschriften abweichende Regelungen und 10 Länder  lassen zwar die Errichtung von nationalen Sonderregelungen zu, haben sie jedoch nicht veröffentlicht bzw. wenden sie in der Praxis nicht an.

##### Deutschland
Zugelassene homöopathische Arzneimittel tragen eine Indikation, die im Beipackzettel üblicherweise mit den Worten eingeleitet wird: „Die Anwendungsgebiete leiten sich aus den homöopathischen Arzneimittelbildern ab. Dazu gehören: […]“. Das Anwendungsgebiet muss vom Hersteller im Zulassungsverfahren beim Bundesinstitut für Arzneimittel und Medizinprodukte (BfArM) mit klinischen Studien oder anderem „wissenschaftlichen Erkenntnismaterial“ belegt werden.
Während bei herkömmlichen Medikamenten die Überprüfung der Verträglichkeit und der Nachweis der Wirksamkeit durch klinische Studien nach wissenschaftlichen Standards zur Zulassung notwendig ist, genügen bei homöopathischen Arzneimitteln nach dem Prinzip des Binnenkonsens beispielsweise auch nur homöopathische Literatur, Anwendungsbeobachtungen oder von der für Homöopathika zuständigen Kommission D erarbeitete Monographien. Die Kommission D hat unter Beteiligung des BfArM ein Kriterienschema verabschiedet, das die Bewertungskriterien für das vorgelegte Erkenntnismaterial in Abhängigkeit von der Schwere der zu behandelnden Erkrankung beschreibt. Nur für homöopathische Medikamente zur Behandlung von schweren Erkrankungen wäre demzufolge ein klinischer Wirkungsnachweis nötig, ein solcher wurde jedoch noch für kein einziges homöopathisches Arzneimittel erbracht.
Mit Stand April 2016 gab es 4945 verkehrsfähige Homöopathika, davon 2782 Kombinationspräparate („Komplexmittel“). Ein Viertel der homöopathischen Arzneimittel haben ein Zulassungs- bzw. Nachzulassungsverfahren abgeschlossen. Bis auf sehr wenige Ausnahmen sind Homöopathika in Deutschland apothekenpflichtig.

##### Österreich
Auch in Österreich haben zugelassene homöopathische Arzneimittel Indikationsangaben, keine Beschränkungen bei der Potenz und können in allen Arzneiformen auf den Markt gebracht werden. Anstelle von Ergebnissen aus klinischen Prüfungen reichen „Unterlagen über die spezifische homöopathische Wirksamkeit“ im Zulassungsantrag aus. Präklinische und klinische Daten sind nicht erforderlich, nötig ist eine toxikologische Bewertung und die Begründung der homöopathischen Anwendung.

##### Frankreich
Der Antragsteller für die Zulassung ist von der Vorlage aller oder eines Teils der pharmakologischen, toxikologischen und klinischen Ergebnisse befreit, wenn er nachweisen kann, dass die homöopathische Verwendung des Arzneimittels sicher und in Frankreich gut etabliert ist.

##### Weitere Mitgliedstaaten
Weitere Mitgliedsländer, die ebenfalls Sonderregelungen für die Zulassung homöopathischer Arzneimittel in ihren nationalen Arzneimittelgesetzen aufführen, sind Belgien, Bulgarien, Finnland, Irland, Lettland, Litauen, Portugal, Tschechien und das Vereinigte Königreich. Die zulässigen Indikationen sind großenteils eingegrenzt auf leichte Erkrankungen.

#### Wirkstoffbegriff
Für homöopathische Arzneimittel weicht der Begriff des Wirkstoffes von dem, wie er üblicherweise in der Pharmakologie und Pharmazie verwendet wird, ab. Während dort in der Regel der arzneiliche Wirkstoff (Arzneistoff) mengenmäßig der Ausgangsstoff ist, dem die Wirkung zugeschrieben wird, erweitert das Europäische Arzneibuch (Ph. Eur.) für ein homöopathisches Arzneimittel den Begriff des Wirkstoffs auf die Verdünnung (Dilution) oder Verreibung (Trituration) des Ausgangsstoffes bzw. Ausgangsmaterials. Das Ausgangsmaterial kann eine konzentrierte Zubereitung pflanzlichen oder tierischen Ursprungs sein oder aber auch eine chemische oder mineralische Substanz.
Die Kennzeichnung von Arzneimitteln ist inhaltlich durch die RL 2001/83/EG, die EU-weit einzelstaatlich umzusetzen war, vorgeschrieben. Demnach hat die Kennzeichnung (Etikett, ggf. Packungsbeilage) für ein registriertes homöopathisches Arzneimittel den Wirkstoff betreffend u. a. folgende Angaben zu enthalten: „wissenschaftlicher Name der Ursubstanz bzw. der Ursubstanzen und Verdünnungsgrad; dabei sind die Symbole der nach Artikel 1 Nummer 5 zugrunde gelegten Pharmakopöen zu verwenden; [...]“. Die in der Ph. Eur. für die Verdünnungsgrade festgelegten Symbole sind „D“, „DH“, oder „X“ für Dezimalpotenzen (1 Teil Stammlösung/-substanz + 9 Teile Verdünnungsmittel), „C“, oder „CH“ für Centesimalpotenzen (1 Teil Stammlösung/-substanz + 99 Teile Verdünnungsmittel), ferner „LM“ oder „Q“ sowie „K“ (Korsakow-Potenzen) für weitere definierte Herstellungsmethoden.
Hoch potenzierte Zubereitungen enthalten aufgrund der starken Verdünnung praktisch kein Molekül der Ausgangssubstanz.

#### Verschreibungspflicht
Von homöopathischen Arzneimitteln können – soweit sie entsprechende Ausgangssubstanzen noch in hinreichend hoher Konzentration (gleichbedeutend mit niedriger Potenz) enthalten – pharmakodynamische und toxische Wirkungen ausgehen. Als Grenze wird hier nach der Arzneimittelverschreibungsverordnung (Deutschland) bzw. der Rezeptpflichtverordnung (Österreich) die Potenz D4 gezogen. Daher unterliegen einige homöopathische Arzneimittel der Verschreibungspflicht.

### Schweiz
In der Komplementär- und Phytoarzneimittelverordnung des Schweizerischen Heilmittelinstituts (Swissmedic) werden homöopathische Arzneimittel als Arzneimittel definiert, die ausschließlich homöopathische Wirkstoffe enthalten, mit homöopathischen Herstellungsverfahren hergestellt wurden und zur Anwendung „nach den Prinzipien einer homöopathischen Therapierichtung“ bestimmt sind. Für homöopathische Arzneimittel ist wie auch für bestimmte weitere Arzneimittel der Komplementär- und Phytotherapie ein vereinfachtes Zulassungsverfahren möglich. Es gelten Sondervorschriften für den Nachweis der therapeutischen Wirksamkeit und Sicherheit.

### USA
In den USA dürfen homöopathische Fertigarzneimittel unter der Voraussetzung vermarktet werden, dass sie die durch die Food and Drug Administration (FDA) festgelegten Anforderungen erfüllen. Das Mittel muss im Homöopathischen Arzneibuch der Vereinigten Staaten (Homeopathic Pharmacopeia of the United States, HPUS) aufgeführt sein und eine bestimmte Verpackung und Kennzeichnung haben. Nichtverschreibungspflichtige Homöopathika müssen auf ihrem Etikett (mindestens) ein Anwendungsgebiet nennen. Die HPUS enthält circa 1.350 Monographien mit Ausgangsstoffen bzw. deren Zubereitungen. Sie beschreibt außerdem die Herstellungsverfahren homöopathischer Darreichungsformen und definiert deren Eigenschaften und Qualität. Für die Aufnahme eines Mittels in die HPUS ist kein Wirksamkeitsnachweis erforderlich.

### Kanada
In Kanada werden homöopathische Arzneimittel als „Natural Health Products“ eingestuft und dürfen nur mit Genehmigung vermarktet werden. Pharmazeutische Unternehmen müssen dazu beim Natural Health Products Directorate (NHPD) einen Antrag stellen, dem Unterlagen zur Qualität, Unbedenklichkeit und Wirksamkeit beizufügen sind. Die Wirksamkeit kann wahlweise auf einer von fünf Evidenzstufen belegt werden, die von klinischen Studien verschiedener Qualität über bibliografische Belege bis hin zum Verweis auf einen traditionellen Gebrauch reichen. Genehmigte Produkte tragen eine Registrierungsnummer (Drug Identification Number-Homeopathic Medicine, DIN-HM).

## Markt
2013 betrug der Anteil homöopathischer Arzneimittel im deutschen Apothekenmarkt am Umsatz 1,3 %, an der Zahl der verkauften Einheiten 3,9 %. Bei einer 2014 in Deutschland durch das Allensbach-Institut durchgeführten Umfrage hatten 94 % der Bevölkerung schon von homöopathischen Arzneimitteln gehört. Bundesgesundheitsminister Karl Lauterbach (Kabinett Scholz) kündigte im Januar 2024 in einem Maßnahmenpapier an, man werde „die Möglichkeit der Krankenkassen, in der Satzung auch homöopathische und anthroposophische Leistungen vorzusehen, streichen“. Im Jahr 2021 haben die gesetzlichen Kassen rund 7 Millionen Euro für homöopathische Arzneien ausgegeben, was weniger als 0,1 Prozent der Gesamtausgaben für Arzneimittel ausmache.
Die weltweiten Verkäufe homöopathischer Arzneimittel machten 2007 mit 1,5 Milliarden Euro (Herstellerpreis) 0,3 % des Weltmarkts für Medikamente aus. Mehr als 70 % der homöopathischen Arzneimittel werden in Westeuropa verkauft (nach Wert). Dabei ist Frankreich 2010 mit 323 Millionen Euro der wichtigste Markt, gefolgt von Deutschland (302 Millionen Euro). In Frankreich dürfen nur Ärzte homöopathische Behandlungen verschreiben. 2012 setzte bereits etwa jeder vierte Allgemeinmediziner in Frankreich auch Homöopathie ein. Die französische Regierung reduzierte die Erstattung für verschreibungspflichtige Homöopathika zwar auf 30 Prozent, dafür hob Paris aber das 1988 erlassene Verbot von Preiserhöhungen rezeptpflichtiger Homöopathika auf.
Gemessen an den verkauften Packungen ist Indien der mit Abstand größte Markt für homöopathische Arzneimittel.